# Catalyseur de transfert de phase
Pour les articles homonymes, voir CTP.
Un catalyseur de transfert de phase (CTP) est un catalyseur servant à transférer une espèce chimique d'une phase à une autre. Habituellement il s'agit d'une phase aqueuse et d'une phase organique afin de faciliter une réaction chimique.

## Composés utilisés
Les composés chimiques utilisés sont le plus souvent des sels de phosphonium ou d'ammonium quaternaire comme le bromure de tétrabutylphosphonium ou les sels de tétrabutylammonium : {\displaystyle [\mathrm {N(-CH_{2}-CH_{2}-CH_{2}-CH_{3})_{4}} ]^{+}}.

## Processus catalytique
La réaction à catalyser implique comme réactifs une espèce chimique ionique soluble en phase aqueuse et un composé organique soluble dans un solvant organique.
Le composé chimique utilisé comme catalyseur est soluble en phase aqueuse et se dissocie en ions. Un des ions issus du catalyseur est hydrophobe. Il facilite le passage d'une des espèces du réactif en phase organique en formant une paire d'ions qui est extraite dans le solvant organique. La réaction peut avoir lieu.

## Exemple
La réaction d'alkylation (substitution nucléophile) de l'imidazole par le 1-chlorobutane en conditions basiques est un exemple de réaction qui a été réalisée grâce à un catalyseur de transfert de phase, l'hydroxyde de tétrabutylammonium. L'imidazole est soluble dans l'eau et possède une fonction NH qui peut être déprotonée. Le 1-chlorobutane {\displaystyle \mathrm {Cl-CH_{2}-CH_{2}-CH_{2}-CH_{3}} } est soluble en phase organique mais pas en phase aqueuse. La forme déprotonnée de l'imidazole est solubilisée en phase organique en association avec l'ion tétrabutylammonium. Une fois que la substitution nucléophile a eu lieu, ce dernier retourne en phase aqueuse sous forme de chlorure et peut poursuivre son action jusqu'à la fin de la réaction.